# Cheers (álbum)
Cheers é o álbum de estréia do rapper Obie Trice, lançado em 23 de Setembro de 2003, logo após de Obie ter entrado para Shady Records em 2000.
| Críticas profissionais                                                      | Críticas profissionais |
| Avaliações da crítica                                                       | Avaliações da crítica  |
| Fonte                                                                       | Avaliação              |
| --------------------------------------------------------------------------- | ---------------------- |
| All Music Guide                                                             | [ 1 ]                  |
| HipHopDX.com                                                                | [ 2 ]                  |
| Rolling Stone                                                               | [ 3 ]                  |
| Esta tabela precisa de ser acompanhada por texto em prosa. Consulte o guia. |                        |

## Faixas
1. "Average Man" – 4:16
2. "Cheers" – 3:34
3. "Got Some Teeth" – 3:47
4. "Lady" (feat. Eminem) – 4:45
5. "Don't Come Down" – 5:11
6. "The Setup" (feat. Nate Dogg) – 3:13
7. "Bad Bitch" (feat. Timbaland) – 4:09
8. "Shit Hits The Fan" (feat. Dr. Dre & Eminem) – 4:52
9. "Follow My Life" – 3:55
10. "We All Die One Day" (feat. Lloyd Banks, Eminem & 50 Cent) – 5:29
11. "Spread Yo Shit" (feat. Kon Artis do D12) – 4:03
12. "Look in My Eyes" (feat. Nate Dogg) – 4:50
13. "Hands on You" (feat. Eminem) – 5:12
14. "Hoodrats" – 4:12
15. "Oh!" (feat. Busta Rhymes) – 4:30
16. "Never Forget Ya" – 4:27
17. "Outro" (feat. D12) – 4:02
18. "8 Miles" (UK Bonus Track)
19. "Synopsis" (UK Bonus Track)